# Cosseria
Cosseria je italská obec v provincii Savona v oblasti Ligurie. Nachází se přibližně 60 kilometrů západně od Janova a asi 20 kilometrů severozápadně od Savony.
Území Cosserie sousedí s následujícími obcemi: Cairo Montenotte, Carcare, Cengio, Millesimo a Plodio.